# Llac d'Okanagan
El llac Okanagan, en anglès: Okanagan Lake, és un llac situat a 342 msnm, gran (24,6 km3) i profund (76 m) de tipus fiord, situat a la Vall Okanagan de la Colúmbia Britànica al Canadà. El llac fa 135 km de llargada i entre 4 i 5 km d'amplada, amb una superfície de 351 km². La seva fondària màxima és de 232 metres prop de Grant Island (també dita "Whiskey Island" o "Seagull Island" pels residents). Algunes zones del llac tenen fins a 750 metres de sediments glacials o postglacials alguns dipositats en el Plistocè. Aquest llac és drenat pel riu Okanagan. Té terrasses fluvials formades per les periòdiques baixades del seu llac glacial predecessor, el Llac Penticton. Actualment aquestes terrasses es dediquen al fruticultura.